# Rydzyna
Rydzyna è un comune urbano-rurale polacco del distretto di Leszno, nel voivodato della Grande Polonia.
Ricopre una superficie di 135,56 km² e nel 2004 contava 7 906 abitanti.

## Monumenti
- castello costruito da Giuseppe Simone Bellotti, Pompeo Ferrari, Karl Martin Frantz e Ingnaz Graff avec i fresci di Georg Wilhelm Neunhertz
- chiesa (Frantz e Graff)